# 西本聖
西本 聖（にしもと たかし、1956年6月27日 - ）は、愛媛県松山市出身の元プロ野球選手（投手）・野球解説者、プロ野球指導者。
江川卓と共にエースとして巨人の一時代を築き、巨人退団後は中日、オリックスでもプレーした。選手生活晩年に巨人へ復帰して引退。エース級としての活躍に加え、星飛雄馬ばりの左足を高く上げるダイナミックな投球フォームでも人気があった。また投手最多タイ記録となるゴールデングラブ賞を8回受賞している。
引退後は野球解説者を務めていたが、2003年には阪神の一軍投手コーチを務めた。阪神のコーチ辞任後は再び野球解説者を務めていたが、2010年よりロッテのコーチとして現場に復帰し、2013年よりオリックス・バファローズの投手コーチ兼バッテリーコーチ、育成チーフコーチ、2015年はハンファ・イーグルスの一軍投手コーチを務めた。
5兄弟の末弟で、三兄に広島に所属していた元プロ野球選手の西本明和、次兄に二所ノ関部屋・片男波部屋に所属していた元大相撲力士の玉松山（最高位三段目）がいる。また、長兄は愛媛県立松山商業高等学校の選手として活躍し、四兄は第51回全国高等学校野球選手権大会優勝メンバーとなる正一塁手。

## 経歴

### 生まれ
愛媛県松山市沖に浮かぶ、興居島に生まれ育つ。あまり裕福とは言えない家庭環境であった。甲子園で名を馳せた実兄の西本明和は本来、早稲田大学で六大学野球に出場するつもりであったが急遽広島東洋カープに入団し、プロ野球選手として家計を支え、まだ小学生だった聖の面倒を見た。「聖を自分の手元において野球をさせたい」と瀬戸内海を挟んだ広島商へ入学させるつもりでほぼ決まりかけていたが、末っ子の広島商入りを父が猛反対し、地元の松山商に入れた。広島商に入っていれば1年上が達川光男らで、甲子園で江川卓と投げ合っていた可能性もあったと言われていた。

### 高校時代
松山商では1972年、1年生の時に夏の甲子園予選北四国大会準決勝に進出。植上健治のいた高松商と対戦し、リリーフとして登板するが0-4で敗退。エースとなった翌1973年夏は、県予選準々決勝で南宇和高の藤田学投手と投げ合い0-2で完封負け。1974年夏の県予選2回戦北条高戦で7回コールドゲームながらノーヒットノーランを達成している。準々決勝で帝京第五高に0-1で惜敗し、甲子園には出場できなかった。同期には後に同校監督として夏の甲子園優勝に導いた沢田勝彦がいる。

### 巨人時代
1974年、明治大学進学の話もあったが、ドラフト外で長嶋茂雄が率いる巨人に入団。当時の巨人スカウト部長の武宮敏明からは「ドラフトで指名する」と伝えられたこともあったが、この年のドラフト会議では指名されず、ドラフト外での入団となった。契約金800万円、年俸144万円。当初は投手ではなく内野手として考えていたという報道も見られる。 打撃投手としての登板でも全力投球したり、電車に乗る時につま先立ちをして筋力を鍛えたり、後ろの歯を取り除いた一本歯の下駄を履いたりするなど、野球に対する真摯な姿勢と並外れた練習量が実を結び、2年目の1976年には敗戦処理ながら対阪神戦で一軍で初登板を果たす。8点ビハインドの8回裏に登板したこの試合では第1打者のマイク・ラインバックに本塁打を打たれ、その後も安打を打たれ3失点。同年の一軍登板はこの1試合だったが、イースタン・リーグでは最多勝を獲得した。翌年3年目の1977年には8勝を挙げて一軍に定着。
1979年、ライバルとなる江川卓が入団し、共にエースとして巨人の一時代を支えていくこととなる。西本はこの年初めて規定投球回に達し、防御率は平松政次に次ぐリーグ2位の2.76と好成績をあげ、先発に定着。しかし1979年8月1日の広島vs巨人17回戦でふがいない登板を行い勝ち試合をふいにした。その夜、宿舎のホテルで長嶋監督から20発に及ぶ往復ビンタを受けたと自著で語っている。また、著書では角盈男も同席していたという。シーズン終了後は地獄の伊東キャンプに参加した。
同期入団でドラフト1位だった定岡正二をライバルとしていたが、後に江川がライバルとなった。のちの藤田元司監督は、この両者を競わせることで、好成績に繋げた。江川とは結果として8年間に渡って開幕投手を争った。
1980年から1985年まで6年連続2桁勝利を記録した。特に1981年の活躍は秀逸であった。
この年はキャンプ中で西本が留守だった間に自宅がガス爆発を起こし、夫人が重傷を負っていた。この対応に追われた西本の開幕時の仕上がりは不十分であり、開幕投手予想の大勢は江川であったという。しかし、当時の藤田監督は西本が逆境に強い性格であることを見抜き、開幕投手に指名した。開幕戦を勝利した西本はウイニングボールを持って病院に向かい、病床の夫人を見舞った。開幕以降、勝利を積み重ね、この年のチームはセ・リーグで優勝した。
同年、西本はシーズンで18勝を挙げてリーグ優勝に貢献したことにより、沢村賞を受賞。この年は江川が勝利数、防御率、奪三振、勝率でリーグ1位を記録する活躍をしたが、西本の沢村賞の理由として、家族の事故がありつつも開幕ダッシュに貢献した西本と、巨人が独走態勢に入ってから成績を残した江川との差が評価されたものであるとか、投球フォームが沢村に似ているから、などと説明された。この選考についてマスコミから嫌われている江川から西本に投票が流れたのではないかという疑問が投げかけられ、西本に対しても受賞を辞退しろというファンからの抗議が相次ぎ、翌年よりマスコミによる投票から歴代受賞者による選考へと変更された。この騒ぎで江川に対する同情が多く集まり、入団の顛末から付いた悪いイメージが軽減され、CM契約などを得ている。
沢村賞騒動のまま迎えた同年の日本シリーズは、同じ後楽園球場を本拠とする日本ハム・ファイターズとの、史上初めて同球場で全試合が行われる特別なシリーズ（「後楽園シリーズ」）となった。巨人は第1戦を江川で落とした。第2戦に登板した西本は、日本シリーズ初の毎回奪三振の記録を作った。第５戦では13安打を喫しながら、要所を締めて完封勝ち。西本流の粘りの投球の真骨頂を見せた。この日本シリーズは巨人の優勝となり、1完封を含む2完投勝利を挙げた西本は日本シリーズMVPを受賞した。
1983年の日本シリーズは前年度日本一の西武ライオンズが相手となった。この年の日本シリーズは史上まれにみる混戦であり、終盤には双方のチームが「もうどっちが勝ってもいい」と発言するほどの激闘が続いたが、エース格の江川が故障していたこともあり、その穴を西本が奮戦して埋める形となった。
まず第2戦に登板した西本は、27のアウトのうち21が内野ゴロという持ち味の発揮されたピッチング、散発の4安打のみに抑え、完封勝利した（他アウトは三振5、併殺1のフライアウト0試合）。81年と83年の日本シリーズにまたがって「2試合連続完封」となり、これは日本シリーズタイ記録である。
第5戦にも先発したが、この途中の4回表、田淵幸一に本塁打を打たれるまでに、（81年シリーズから通算で）日本シリーズ連続イニング無失点記録を25年ぶりに更新（26→29イニング）した。この田淵の本塁打は、長距離打者として知られた田淵が西本を攻略するために野球人生で初めてバットを短く持ったとされ、本人が「西本攻略のためにプライドを捨てた」と発言している。この4回表に計2点を取られたものの、そのまま西本は無失点を積み上げ、9回裏に巨人が逆転勝ちすることでこの試合も西本の完投勝利となった。
第6戦、継投策で9回までリードしたまま漕ぎ着けた巨人であったが、ここで二日前に完投した西本をリリーフで投入した。この回に西本は安打を許してしまい、試合は延長戦となった。西本は9回のみで降板し、10回は故障をおして江川が登板したが、江川が打たれたことで巨人は敗戦した。
さらに2日後の最終戦、またしても西本が先発。6回までを0点に抑えた。2点をリードされ劣勢の西武は7回表から東尾修投手を登板させるも、西本自らが安打を放ち東尾はピンチを迎えるが、かろうじてしのぎ切った。7回裏、さすがに疲れの見え始めて投球に勢いが無くなりつつあった西本を、西武打線が捉えた。3点を奪われ逆転を許すも、かろうじてこの回を投げ切り、西本はマウンドを降りた。試合はライオンズの勝利となった。
巨人は日本一を逃したが、西本は第2戦、第5戦の完投勝利でシリーズ敢闘賞を獲得した。
日本シリーズでの西本の成績はすばらしく、81年と83年の日本シリーズ2試合連続完封（シリーズタイ記録）、連続イニング無失点記録がある他、シュートを武器に内野ゴロの山を築いていった西本らしく、内野ゴロ補殺数など多数ある。
1986年は投手コーチの皆川睦雄との確執があり、不振に終わった。西本には球団批判で200万円の罰金が科された。球団は2人を和解させようとしてオフに和解ゴルフをさせたがマスコミには「茶番劇」と書かれるなど、2人のギクシャクした関係はとても和解したとは言い難かった。
1987年4月10日に後楽園球場で行われた中日ドラゴンズとの開幕戦で開幕投手として先発し、この年にロッテオリオンズから移籍してきた中日の4番・落合博満との対戦で、西本は落合に対し全打席全球シュートを投げた。その結果、1本だけはセンター前にヒットを打たれたものの4打数1安打と封じ込め、自身も完封勝利を収めた。「パ・リーグで三冠王だといってもここはセ・リーグ、パ・リーグとは違う」というセ・リーグの投手としてのプライドがあったからだといわれている。また『全球シュート』は研究に研究を重ねてたどり着いたのではなく、当日のマウンドで落合と向かい合ったときにひらめいたという。なお、落合はこの年無冠に終わっている。これには西本は「もし江川投手が開幕投手だったら江川さんは僕みたいに偏ったピッチングはしないので、他チームの投手は江川さんの攻め方を参考にしたはず。僕の攻め方があったからこそ落合さんは無冠に終わったんだろう。」と語っている。また、この時に中日の監督だった星野仙一はこの際のピッチングを見て、いつか西本を獲得しようと決意し、2年後にトレードを実現させた。
1987年にライバル江川が引退し、翌1988年は1978年以来の最少勝数である4勝に終わる。これについて本人は「江川さんより多く勝つという目標が無くなったのが大きかった」と後日話している。この年を最後に巨人生え抜きの西本は球団を去ることとなる。同時に監督も王から再度藤田に代わり、投手コーチだった皆川も解任された。同年12月5日に中尾孝義との交換トレードで加茂川重治と共に中日に移籍することが発表された。

### 中日時代
移籍1年目の1989年はリーグワーストの被安打、被本塁打、与死球を記録したが、自己最多の20勝・勝率.769（この年のリーグトップであったがこの頃のセ・リーグは最高勝率のタイトルはなかった）・防御率2.44(こちらもキャリアハイ)で最多勝のタイトルを斎藤雅樹と共に獲得。翌90年も11勝を上げたが、1991年は椎間板ヘルニアのために低迷。手術を受け、1992年は1勝11敗の成績で戦力外通告を受けて自由契約となった。

### オリックス時代
巨人時代の先輩でもあり西本の理解者だった土井正三が監督をしていたオリックス・ブルーウェーブへ同年11月24日に移籍した。翌93年に先発で5勝を挙げるも土井は成績不振の為退任、西本もオフの契約交渉が決裂して1993年12月16日再び自由契約となり、わずか1シーズンで退団する。

### 巨人復帰
1994年3月1日に入団テストを経て巨人に復帰したものの、当時投手コーチの堀内恒夫が復帰に猛反発した事が影響し、オープン戦でも1度しかチャンスを与えて貰えず開幕は二軍スタートとなり、ペナントレースでも一軍登板は無く同年10月13日に引退を表明した。東京スポーツの運動部デスク・溝口拓也によると堀内だけが「西本なんていらねえ」と言っていたという。

### 引退試合
当初はシーズン中の引退試合も検討されたが、チームが最終戦まで中日と優勝争いを繰り広げた（10.8決戦）ために見送られ、シーズンオフの1995年1月21日に入団以来のライバルで親友でもある定岡正二が西本担当の若手記者たちと企画、多摩川グラウンドで引退試合が行われた。
定岡は自分の仲間を集めて「サダーズ」を結成し西本と対戦、西本チームには桑田真澄、村田真一、宮本和知（以上当時巨人）、山本昌広、中村武志、立浪和義、与田剛（以上当時中日）、平井正史（当時オリックスだが西本とは入れ替わりでの入団で共にプレイはしていない）といった彼が所属した球団にいた選手たちが集まった。試合には当時の監督の長嶋茂雄も始球式のために駆けつけたが、最終回に急遽代打として登場。1975年の入団時と1994年の復帰時のいずれも監督を務めていた長嶋と対決し、20年にわたるプロ生活を終えた。
期待されていない状態でのプロ入りから成功した選手として認められており、「雑草」といわれる草分け的存在として語られることもある。

### 現役引退後

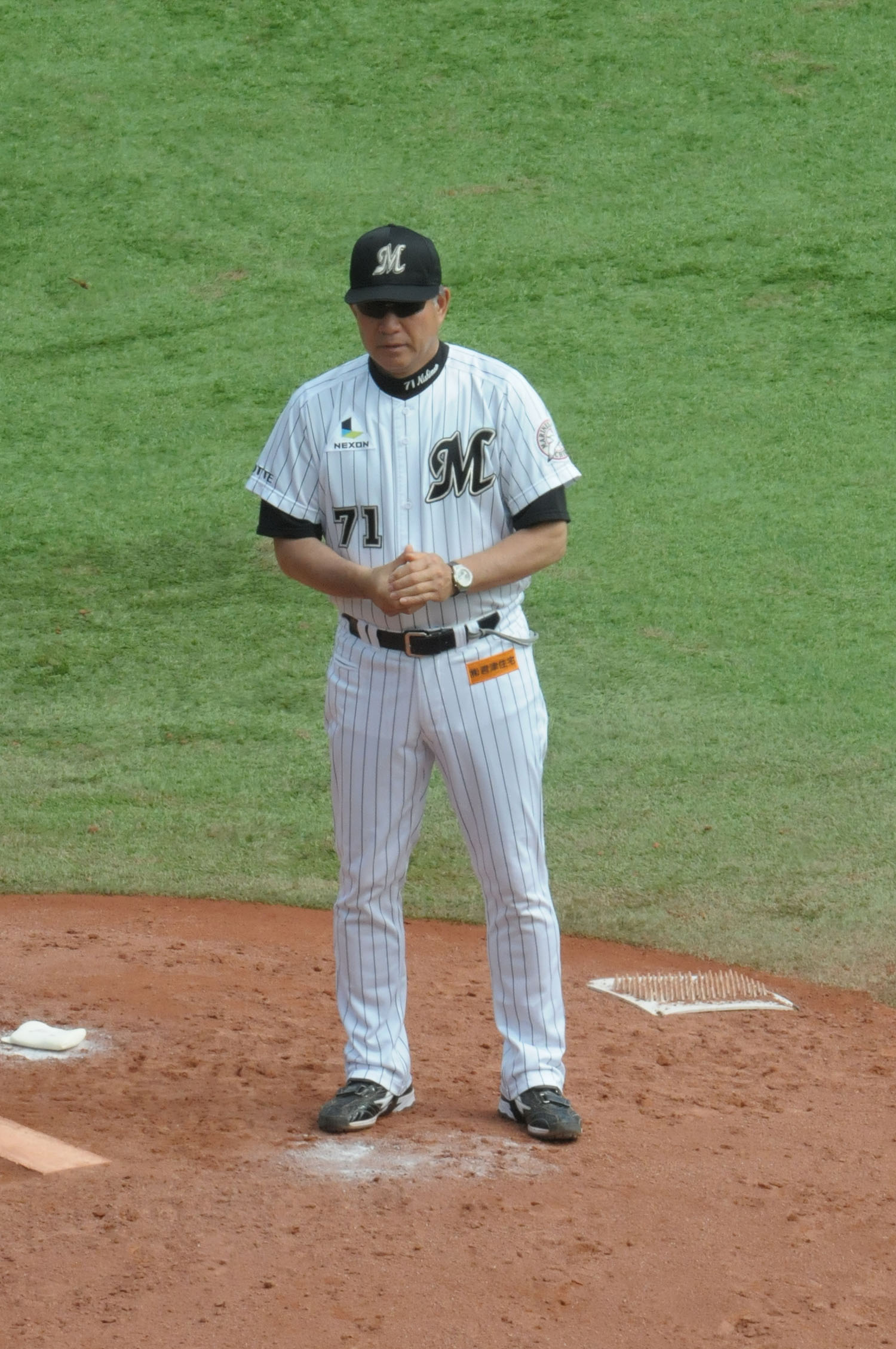
2012年7月8日、千葉マリンスタジアム（QVCマリンフィールド）にて

1995年 - 2002年および、2004年 - 2009年に、文化放送の野球解説者や日刊スポーツの野球評論家を歴任。フジテレビのプロ野球中継にも、スポット契約で出演していた。
2002年10月21日阪神の一軍投手コーチに就任し、2003年シーズンはブルペンを担当した。チームはこの年に18年振りのリーグ優勝を果たしたが、一軍監督・星野仙一の勇退を機に、自身も同年10月31日に退団した。
2009年10月27日に、千葉ロッテマリーンズの一軍投手兼バッテリーチーフコーチへ就任。12月7日には、野球殿堂入り候補者名簿・プレーヤー部門に掲載される。2011年には、成本年秀と入れ替わる格好で、二軍投手コーチに異動。2012年に一軍投手コーチへ復帰したが、10月15日付で来季の契約しないと通告された。セス・グライシンガーは西本と二人三脚で軸足にタメをつくるフォームを固め2010年から2年間1勝だったが2012年はチーム最多タイの12勝と復活し、グライシンガーは「自分が再生できたのはニシモトさんのおかげ。あれほどのコーチはいない」と慕われ、同年新人のシーズン最多登板記録をつくった益田直也も「毎日、新しいことを教えてもらった。知識で打者を打ち取れるようになった」と述べていた。唐川侑己は「僕の恩師は西本さんです。最初から優しく接してもらい、怖い方ではなかったですね。指導も押し付けるわけではなく、親身になって話をしていただきました。」と述べている。
2012年10月30日オリックス・バファローズの一軍投手兼バッテリーコーチに就任した。2013年は前年最下位だったチーム防御率をリーグ1位に引き上げ、佐藤達也や松葉貴大を育てた。2014年に二軍育成チーフコーチへ異動したが、同年10月1日に球団から退団が発表された。
2015年には、韓国プロ野球・ハンファ・イーグルスの一軍投手コーチに就任。前年の秋季沖縄キャンプからチームに参加したが、1年で退団した。2016年から、日刊スポーツの野球評論家、文化放送の野球解説者として活動を再開。

## 選手としての特徴
通算165勝はドラフト外入団投手としては最多記録である。
当時監督だった長嶋は西本のシュートを初めて見た時、「このシュートは天下一品のシュートだ。これだけで勝てる」と絶賛した。西本のシュートは球速より、変化と切れ味を重視しており、カミソリシュートと呼ばれた平松政次とは対照的である。
好調時のシュートは、アウトコースからインコースぎりぎりに曲がるので、打者の大きな脅威となった。たとえば、栗山英樹は、そのようなシュートを右打席では打てないと考えて、スイッチヒッターに転向している。
芯を外す投球に長けたグラウンドボールピッチャーだった。初期の頃はシュートと直球と稀にカーブを投げる投球スタイルだったが、球威の衰えた後年は、シュートやカーブ以外にスライダーやシンカーを駆使して若い頃以上にゴロを打たせるスタイルに変更している。スポーツライター宇佐美徹也の著書によると、1981年はゴロアウト406に対して飛球アウトは198で、GO/AOは2.05を記録している。1980年7月25日の試合では12安打をされながら、2失点の完投勝利を収めている。5併殺を打たせてピンチを乗り切った。飛球2つ、三振2つ以外は全てゴロによるアウトで、巨人の内野手は1試合22補殺の記録を作った。1981年の日本シリーズ第5戦では13安打をされながら、完封勝ちを収めた。飛球1つ、三振4つ、あとの22のアウトは全てゴロによるもの（4併殺を含む）だった。13安打を打たれながらも完封しているのはシーズン公式戦でも1989年8月4日の新浦寿夫のみである。1981年は35併殺、1989年は36併殺を打たせている。
1983年の日本シリーズ第5戦でホームランバッターの田淵幸一は野球人生で初めてバットを短く持って本塁打を打った。試合後に田淵は「あのシュートを攻略するためにプライドを捨てた」と発言している。後に西本は野球評論家となった梨田昌孝のインタビューに、「忘れられない1球」としてこの田淵の本塁打を挙げている。
しかし、第2戦で西本のシュートに封じ込められた西武打線は、即座に西本マークに切り換え、宿舎でミーティングを重ねた。それが功を奏し、降雨で1日順延となった第7戦、中1日で先発（シーズン中、当時の巨人は中4日の先発ローテーションが確立されており、また本シリーズでは第6戦のリリーフ登板があった）・好投を続けていた7回裏、疲労からかシュートのキレが若干鈍った西本をとうとう攻略し、満塁からテリー・ウィットフィールドの走者一掃の二塁打で逆転に成功し、そのまま日本一に輝いた。このシリーズでの西本のシュートのキレが、後に語り継がれる日本シリーズの名勝負を産んだ、とも言える。
牽制が上手く、盗塁のスペシャリストであったスーパーカートリオの屋鋪要と高木豊は一番走りにくかった投手に口を揃えて西本の名前を挙げている。その理由としてきっちり牽制してくるイメージが強かった事と、体のキレが良かったために投球と牽制の見分けが付きにくかったことを挙げている。西本はランナーを警戒するときは、セットポジションに入ってランナーを見るとクセが出てしまうのでセットポジションに入ったらホームを見たままにしていたという。その際には野手と事前に牽制の有無のサインを決めていた。スーパーカートリオに対しては特に警戒したランナーだったといい、タイミングをずらしたり、ボークになるギリギリの牽制をしたりと工夫をしていたと明かす。
西本は打撃も優れた選手であり、通算11本の本塁打を打っている。

## 詳細情報

### 年度別投手成績
| 年 度      | 球 団      | 登 板 | 先 発 | 完 投 | 完 封 | 無 四 球 | 勝 利 | 敗 戦 | セ 丨 ブ | ホ 丨 ル ド | 勝 率 | 打 者 | 投 球 回 | 被 安 打 | 被 本 塁 打 | 与 四 球 | 敬 遠 | 与 死 球 | 奪 三 振 | 暴 投 | ボ 丨 ク | 失 点 | 自 責 点 | 防 御 率 | W H I P |
| ---------- | ---------- | ----- | ----- | ----- | ----- | -------- | ----- | ----- | -------- | ----------- | ----- | ----- | -------- | -------- | ----------- | -------- | ----- | -------- | -------- | ----- | -------- | ----- | -------- | -------- | ------- |
| 1976       | 巨人       | 1     | 0     | 0     | 0     | 0        | 0     | 0     | 0        | --          | ----  | 6     | 1.0      | 3        | 1           | 1        | 0     | 0        | 0        | 0     | 0        | 3     | 3        | 27.00    | 4.00    |
| 1977       | 巨人       | 47    | 7     | 2     | 1     | 0        | 8     | 5     | 4        | --          | .615  | 486   | 118.0    | 115      | 10          | 31       | 5     | 5        | 54       | 1     | 0        | 44    | 35       | 2.67     | 1.24    |
| 1978       | 巨人       | 56    | 12    | 2     | 0     | 0        | 4     | 3     | 2        | --          | .571  | 553   | 129.1    | 136      | 9           | 42       | 10    | 2        | 64       | 8     | 0        | 58    | 54       | 3.76     | 1.38    |
| 1979       | 巨人       | 44    | 17    | 5     | 1     | 2        | 8     | 4     | 6        | --          | .667  | 631   | 153.0    | 143      | 13          | 38       | 5     | 6        | 85       | 4     | 0        | 54    | 47       | 2.76     | 1.18    |
| 1980       | 巨人       | 36    | 30    | 15    | 2     | 2        | 14    | 14    | 2        | --          | .500  | 906   | 222.0    | 223      | 20          | 40       | 6     | 2        | 118      | 0     | 1        | 74    | 64       | 2.59     | 1.18    |
| 1981       | 巨人       | 34    | 34    | 14    | 3     | 3        | 18    | 12    | 0        | --          | .600  | 1020  | 257.2    | 232      | 23          | 55       | 7     | 3        | 126      | 0     | 0        | 84    | 74       | 2.58     | 1.11    |
| 1982       | 巨人       | 37    | 33    | 14    | 0     | 0        | 15    | 10    | 1        | --          | .600  | 1093  | 262.0    | 252      | 22          | 64       | 7     | 6        | 124      | 0     | 1        | 93    | 75       | 2.58     | 1.21    |
| 1983       | 巨人       | 32    | 32    | 13    | 2     | 5        | 15    | 10    | 0        | --          | .600  | 1013  | 239.1    | 265      | 29          | 45       | 7     | 4        | 122      | 0     | 0        | 116   | 102      | 3.84     | 1.30    |
| 1984       | 巨人       | 31    | 28    | 17    | 2     | 3        | 15    | 11    | 0        | --          | .577  | 923   | 224.2    | 218      | 24          | 55       | 10    | 2        | 91       | 0     | 0        | 91    | 78       | 3.12     | 1.22    |
| 1985       | 巨人       | 33    | 26    | 8     | 2     | 1        | 10    | 8     | 2        | --          | .556  | 717   | 169.2    | 184      | 26          | 44       | 6     | 1        | 66       | 0     | 1        | 91    | 76       | 4.03     | 1.34    |
| 1986       | 巨人       | 22    | 20    | 3     | 1     | 2        | 7     | 8     | 0        | --          | .467  | 445   | 104.0    | 114      | 9           | 24       | 5     | 2        | 33       | 1     | 0        | 50    | 45       | 3.89     | 1.33    |
| 1987       | 巨人       | 26    | 20    | 3     | 2     | 0        | 8     | 8     | 0        | --          | .500  | 544   | 130.0    | 131      | 19          | 22       | 2     | 7        | 67       | 1     | 0        | 64    | 53       | 3.67     | 1.18    |
| 1988       | 巨人       | 15    | 9     | 1     | 0     | 0        | 4     | 3     | 0        | --          | .571  | 261   | 64.2     | 60       | 3           | 12       | 0     | 2        | 35       | 0     | 0        | 30    | 28       | 3.90     | 1.11    |
| 1989       | 中日       | 30    | 30    | 15    | 5     | 2        | 20    | 6     | 0        | --          | .769  | 979   | 246.2    | 231      | 22          | 39       | 11    | 12       | 96       | 1     | 0        | 73    | 67       | 2.44     | 1.09    |
| 1990       | 中日       | 25    | 25    | 6     | 2     | 2        | 11    | 9     | 0        | --          | .550  | 726   | 174.1    | 193      | 12          | 22       | 3     | 6        | 71       | 2     | 0        | 80    | 63       | 3.25     | 1.23    |
| 1991       | 中日       | 6     | 6     | 1     | 0     | 0        | 2     | 1     | 0        | --          | .667  | 157   | 39.2     | 37       | 2           | 8        | 0     | 0        | 23       | 1     | 0        | 16    | 14       | 3.18     | 1.13    |
| 1992       | 中日       | 16    | 14    | 2     | 0     | 0        | 1     | 11    | 0        | --          | .083  | 336   | 75.2     | 104      | 15          | 13       | 2     | 2        | 25       | 0     | 1        | 45    | 41       | 4.88     | 1.55    |
| 1993       | オリックス | 13    | 12    | 1     | 0     | 0        | 5     | 5     | 0        | --          | .500  | 284   | 65.1     | 83       | 2           | 14       | 1     | 2        | 39       | 0     | 1        | 39    | 32       | 4.41     | 1.48    |
| 通算：18年 | 通算：18年 | 504   | 355   | 122   | 23    | 22       | 165   | 128   | 17       | --          | .563  | 11080 | 2677.0   | 2724     | 261         | 569      | 87    | 64       | 1239     | 19    | 5        | 1105  | 951      | 3.20     | 1.23    |

- 各年度の太字はリーグ最高

### タイトル
- 最多勝利：1回 （1989年）
- 最高勝率：1回 （1989年） ※当時連盟表彰なし[33]

### 表彰
- 沢村栄治賞：1回 （1981年）
- ゴールデングラブ賞：8回 （投手部門：1979年 - 1985年、1989年）※投手最多タイ記録（他は桑田真澄）。7年連続受賞は最長タイ記録（他は堀内恒夫）
- 月間MVP：2回 （投手部門：1989年7月、1989年9月）
- 最優秀JCB・MEP賞：1回 （1989年）
- カムバック賞 （1989年）
- 日本シリーズMVP：1回 （1981年）
- 日本シリーズ敢闘賞：1回 （1983年）

### 記録
初記録
投手記録
- 初登板：1976年4月15日、対阪神タイガース2回戦（阪神甲子園球場）、8回裏に6番手で救援登板・完了、1回3失点
- 初先発登板：1977年4月17日、対ヤクルトスワローズ3回戦（後楽園球場）、4回1/3を3失点（自責点2）
- 初奪三振：同上、2回表に水谷新太郎から
- 初勝利：1977年6月13日、対大洋ホエールズ14回戦（川崎球場）、6回裏1死に2番手で救援登板、2回2/3無失点
- 初セーブ：1977年6月28日、対阪神タイガース15回戦（後楽園球場）、8回表1死に3番手で救援登板・完了、1回2/3無失点
- 初先発勝利・初完投勝利：1977年9月27日、対広島東洋カープ24回戦（後楽園球場）、9回3失点
- 初完封勝利：1977年10月9日、対大洋ホエールズ26回戦（後楽園球場）

打撃記録
- 初打席・初安打：1977年4月17日、対ヤクルトスワローズ3回戦（後楽園球場）、3回裏に会田照夫から二塁打
- 初本塁打：1977年8月29日、対ヤクルトスワローズ21回戦（明治神宮野球場）、8回表に安田猛から2ラン

節目の記録
- 1000投球回：1982年6月22日、対ヤクルトスワローズ12回戦（後楽園球場）、1回表1死に記録
- 1500投球回：1984年7月4日、対ヤクルトスワローズ13回戦（明治神宮野球場）、4回裏1死に記録
- 100勝：1985年 6月27日、対ヤクルトスワローズ14回戦（後楽園球場）、9回1失点完投勝利 ※史上90人目
- 2000投球回：1987年9月24日、対中日ドラゴンズ23回戦（後楽園球場）、3回表2死に記録
- 1000奪三振：1989年4月26日、対阪神タイガース3回戦（ナゴヤ球場）、9回表に渡真利克則から ※史上78人目
- 150勝：1990年6月6日、対阪神タイガース10回戦（ナゴヤ球場）、先発登板で7回2/3を3失点 ※史上38人目
- 2500投球回：1991年4月7日、対読売ジャイアンツ2回戦（東京ドーム）、4回裏2死に記録 ※史上37人目
- 500試合登板：1993年8月27日、対近鉄バファローズ16回戦（グリーンスタジアム神戸）、先発登板で4回2/3を5失点で敗戦投手 ※史上67人目

その他の記録
- 初登板で対戦した第1打者に被本塁打：上記「初記録」の「初登板」の項を参照 ※セ・リーグ7人目
- 1イニング3与死球：1979年8月1日、対広島東洋カープ戦 ※史上3人目、セ・リーグ初[34]
- オールスターゲーム出場：8回 （ファン投票選出：1981年、1983年、1984年／監督推薦選出：1980年、1982年、1986年、1989年、1990年）

### 背番号
- 58 （1975年 - 1976年）
- 26 （1977年 - 1988年）
- 25 （1989年）
- 24 （1990年 - 1992年）
- 52 （1993年）
- 90 （1994年）
- 71 （2003年、2010年、2012年）
- 81 （2011年）
- 72 （2013年 - 2014年）
- 87 （2015年）

## 関連情報

### 出演番組
- 文化放送ホームランナイター
- 文化放送ライオンズナイター
  - ハンファのコーチ退任以降の文化放送においては、もっぱら「ホームランナイター」を含めた週末のセ・リーグの試合（系列局裏送り含む）の担当が主となっており、平日の「ライオンズナイター」への出演は僅少。「ホームランナイター」が終了した2019年以降も解説者として扱われているが、裏送りを含めて中継担当が途絶えており、「ライオンズナイター」で中継カードがない場合の雨傘番組へ散発的に出演している程度である。
- STVアタックナイター
- 野球好きニュース（J SPORTS）
- ザ・ベストテン（TBS、1984年12月27日放送／「ワインレッドの心」が年間ベストテン5位にランクインした安全地帯の玉置浩二が西本のファンだということでお祝いに駈けつけた。西本本人は安全地帯の曲は車の中で聴いているとのこと）
- クローズアップ現代西本聖 37歳の挑戦（NHK、1994年2月16日放送／1994年2月16日(水)西本聖 37歳の挑戦[35]）
- 進め！電波少年（日本テレビ、1994年11月20日放送／「西本投手にナレーターになってほしい!」というコーナー後、この日の番組後半のみナレーターを担当）
- ライバル伝説…光と影（TBS、2009年7月20日放送／この番組での江川卓との対談を含む番組が2012年に映画化）
- サンデーモーニング（TBS、2014年10月19日放送）

### CM出演
1981年には小林脳行の看板商品の粉末クレンザー「キッチンタニック」「バスタニック」のCMに単独出演。はごろも缶詰のオレンジジュース「こつぶ」のCMにはマリアンと共演している(1982年当時シアトル・マリナーズの本拠地であったキングドームで登板するバージョンもあった。)。その他、当時恒例となっていた巨人選手たちとオロナミンCドリンクのCM共演もあり。

### 著書
- わが青春の背番号26―熱球悲願（恒文社、1982年）
- さらば巨人軍（アイペック、1989年）
- 長嶋監督20発の往復ビンタ（ザマサダ、1995年／小学館、2001年）

### 映画
- 劇場版 ライバル伝説…光と影 （TBS、2012年）

### 歌
- 愛あるかぎり 〈VAP 10289-07〉 （1988年）
  - SIDE1…愛あるかぎり （作詞：丘灯至夫、作曲：徳久広司、編曲：薗広昭）
  - SIDE2…うれいごころ （作詞：川路恵子、作曲：徳久広司、編曲：薗広昭）
- 男 〈コロムビア TD-1278〉 （1989年）
  - SIDE1…男 （作詞：丘灯至夫、作曲：小林亜星、編曲：高田弘）
  - SIDE2…忘れはしない （作詞：川路恵子、作曲：小林亜星、編曲：高田弘）

### DVD
- Sports graphic Number video Giants 1981年 熱闘日本シリーズ 巨人－日本ハム （東北新社、2001年）

### 評伝
- 武宮敏明著 『鉄の意志をもつ男・西本聖―ドラフト外のエース』 （恒文社、熱球賛歌シリーズ文庫、1984年）
- 東修著 『敵（ライバル）を作って自分を活かす』 （ソニーマガジンズ、1995年）

### 西本を題材とした作品
- 江川と西本 （作：森高夕次、画：星野泰視／小学館、ビッグコミックスペリオール、2014年22号 - 2019年12号）